# August Svensson (sångare)
Johan August Leander Svensson, född 23 februari 1871 i Karlskrona, död 28 december 1937 i Täby församling, Stockholms län, var en svensk operettsångare (baryton) och skivartist. 

## Biografi
Han gjorde scendebut på Södra teatern i Stockholm 1893, arbetade sedan på olika teatrar i Stockholm och från 1898 främst inom Albert Ranfts teaterimperium.
August Svensson var Sveriges första stora skivartist. Hans röst och tydliga textning passade den akustiska inspelningstekniken från tiden innan mikrofonen var uppfunnen. Han gjorde några hundra inspelningar i olika genrer och var aktiv fram till och med 1920-talet. 
Han gifte sig 1897 med operettsångaren Augusta Andersson (1872–1948). Hon debuterade vid Södra teatern 1894 och hade sedan anställning hos Hjalmar Selander. Hon avled på Höstsol 1948. Makarna Svensson är begravda på Täby kyrkogård.

## Teater

### Roller (ej komplett)

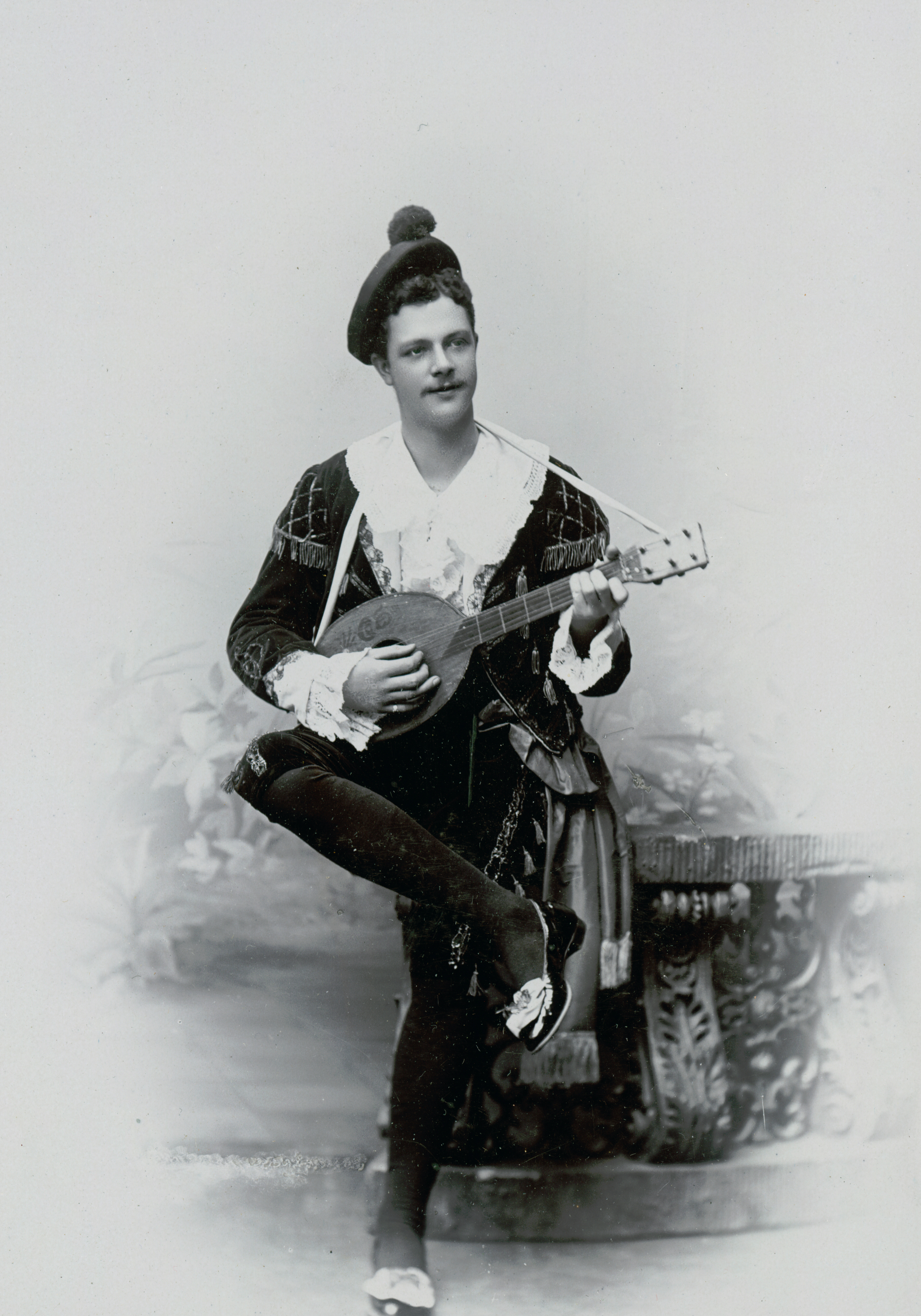
August Svensson i debutrollen som Farinelli vid Södra Teatern 1893.

| År   | Roll                     | Produktion                                                                | Regi        | Teater            |
| ---- | ------------------------ | ------------------------------------------------------------------------- | ----------- | ----------------- |
| 1893 | Farinelli                | Farinelli Hermann Zumpe, F. Wilibald Wulff och Charles Cassmann           |             | Södra Teatern     |
| 1894 | Raphaël de Montefiasco   | Lilla frun Charles Lecocq, Eugène Leterrier och Albert Vanloo             |             | Vasateatern       |
| 1894 | Marcel                   | Lilla mamma Hervé, Henri Chivot och Alfred Duru                           |             | Vasateatern       |
| 1896 | Firmin, betjänt          | Fernands giftermål Georges Feydeau                                        |             | Vasateatern       |
| 1898 | Reginald Fairfax         | Geishan Sidney Jones, Owen Hall och Harry Greenbank                       |             | Vasateatern       |
| 1905 | Hertigen av Madeira      | Både hjärta och hand Charles Lecocq, Charles Nuitter och Alexandre Beaume |             | Östermalmsteatern |
| 1905 |                          | Madame Sherry Hugo Felix och Maurice Ordonneau                            |             | Östermalmsteatern |
| 1905 | Generalen                | Landsvägsriddarna Carl Zeller, Moritz West och Ludwig Held                |             | Östermalmsteatern |
| 1905 | Pluto                    | Orfeus i underjorden Jacques Offenbach, Henri Meilhac och Ludovic Halévy  |             | Östermalmsteatern |
| 1906 | François Joseph Lefebvre | Hertiginnan av Danzig Ivan Caryll och Henry Hamilton                      |             | Östermalmsteatern |
| 1906 | Kapten Trascapatrullo    | Frihetsbröderna Jacques Offenbach, Henri Meilhac och Ludovic Halévy       |             | Oscarsteatern     |
| 1907 | Pritschitsch             | Glada änkan Franz Lehár, Victor Léon och Leo Stein                        | Axel Bosin  | Oscarsteatern     |
| 1909 | Ibrahim                  | Skatten Helfrid Lambert                                                   |             | Oscarsteatern     |
| 1909 | Simon                    | Tiggarstudenten Karl Millöcker, Richard Genée och Friedrich Zell          |             | Oscarsteatern     |
| 1910 |                          | Tjuvskyttarna Jacques Offenbach, Henri Charles Chivot och Alfred Duru     | Emil Linden | Oscarsteatern     |
| 1914 | Claudio Velasco          | Affären Costa Negra Gustaf Janson                                         | Knut Nyblom | Vasateatern       |